# Luogotenente governatore dell'Isola di Man
Il Luogotenente governatore dell'Isola di Man (in inglese: Lieutenant Governor of the Isle of Man, in mannese: Lhiass-chiannoort Vannin) è il rappresentante vicereale del Signore di Man nell'omonima isola.
Ha l'autorità di dare l'assenso reale alle leggi ed è chiamato "Vostra Eccellenza". Più recentemente, il luogotenente governatore è sempre stato un ex diplomatico o un membro anziano dell'esercito. Finora nessun mannese locale ha ricoperto la carica, sebbene un first deemster (vice luogotenente governatore ex officio) abbia esercitato le stesse funzioni nel periodo di transizione tra due luogotenenti governatori.

## Storia
Una volta il luogotenente esercitava tutti i poteri giudiziari, finanziari ed esecutivi e nel 1900 aveva più potere sul suo territorio di qualsiasi altro rappresentante nel Commonwealth. Perse però la carica di capo della magistratura, nel 1980 quella di presidente del Consiglio legislativo e nel 1990 quella di presidente del Tynwald. Oggi il luogotenente governatore svolge principalmente compiti formali e di rappresentanza, ma contribuisce in modo significativo alla vita sull'isola attraverso la sua opera di beneficenza.
Nell'ottobre 2005 il Tynwald voleva cambiare il titolo da Luogotenente governatore a Barrantagh y Chrooin in mannese e Crown Commissioner (in inglese: Commissario della Corona). La proposta è stata inviata al Dipartimento degli affari costituzionali per l'inoltro al Signore di Mann Elisabetta II. Nell'aprile 2006, il Tynwald ha ritirato la propria proposta, inclusa una richiesta di approvazione reale, dopo gravi critiche pubbliche. L'ufficio ha quindi mantenuto il precedente titolo.

## Lista dei luogotenenti governatori
- 1773 – 1775: Henry Hope
- 1775 – 1790: Richard Dawson
- 1790 – 1804: Alexander Shaw
- 1804 – 1805: Henry Murray
- 1805 – 1832: Cornelius Smelt
- 1832 – 1845: John Ready
- 1845 – 1860: Charles Hope
- 1860 – 1860: Mark Hildesley Quayle (ad interim)
- 1860 – 1863: Francis Stanisby Connat-Pigott
- 1863 – 1863: Mark Hildesley Quayle (ad interim)
- 1863 – 1882: Henry Loch, I barone Loch
- 1882 – 1882: Spencer Walpole
- 1883 – 1895: John West Ridgeway
- 1895 – 1902: John Henniker-Major, V barone Henniker
- 1902 – 1918: George Somerset, III barone Raglan
- 1918 – 1925: William Fry
- 1925 – 1932: Claude Hill
- 1932 – 1937: Montagu Butler
- 1937 – 1945: William Leveson-Gower, IV conte Granville
- 1945 – 1952: Geoffrey Rhodes Bromet
- 1952 – 1959: Ambrose Dundas Flux Dundas
- 1959 – 1966: Ronald Herbert Garvey
- 1966 – 1974: Peter Hyla Gawne Stallard
- 1974 – 1980: John Warburton Paul
- 1980 – 1985: Nigel Cecil
- 1985 – 1990: Laurence New
- 1990 – 1995: Laurence Jones
- 1995 – 2000: Timothy Daunt
- 2000 – 2005: Ian Macfadyen
- 2005 – 2005: Michael Kerruish (ad interim)
- 2005 – 2011: Paul Haddacks
- 2011 – 2011: David Doyle (ad interim)
- 2011 – 2016: Adam Wood
- 2016 – 2016: David Doyle (ad interim)
- dal 2016: Richard Gozney